# Capitán aprobante
Antiguamente, se conocía como capitán aprobante a los jefes de esta u otra graduación encargados de la recepción de quintos en las capitales de provincia u otro punto geográfico que se fijara según las circunstancias. 
Bajo su inspección y autoridad se verificaban la medición y se expedían las medias filiaciones con las cuales el mozo, ya declarado soldado, era entregado al depósito de quintos que algunas veces se encontraba a cargo del mismo capitán aprobante.